# Johannes Kaiser (Leichtathlet)
Johannes Kaiser (* 27. Februar 1936 in Jüngersdorf, Kreis Düren; † 17. Dezember 1996 in Zürich) war ein deutscher Leichtathlet und Olympiamedaillengewinner, der – für die Bundesrepublik startend – Ende der 1950er und Anfang der 1960er Jahre zu den weltbesten 400-Meter-Läufern gehörte. Kaiser startete für den  VfL Wolfsburg, 1960/1961 für den ASV Köln und ab 1962 für den Wuppertaler SV. In seiner aktiven Zeit war er 1,84 m groß und wog 81 kg. Er starb durch Selbsttötung.

## Erfolge
Sein größter Erfolg ist die Silbermedaille bei den Olympischen Spielen 1960 in Rom mit der 4-mal-400-Meter-Staffel (3:02,7 min, Europarekord, zusammen mit Hans-Joachim Reske, Manfred Kinder und Carl Kaufmann; Johannes Kaiser als dritter Läufer), für die er am 9. Dezember 1960 mit dem Silbernen Lorbeerblatt ausgezeichnet wurde. Er startete bei diesen Spielen für die Bundesrepublik in einer gemeinsamen deutschen Mannschaft.
Ebenfalls die Silbermedaille mit der 4-mal-400-Meter-Staffel hatte er bei den Europameisterschaften 1958 gewonnen (3:08,2 min, zusammen mit Carl Kaufmann, Manfred Poerschke und Karl-Friedrich Haas; Johannes Kaiser als dritter Läufer)
Auf nationaler Ebene wurde er fünf Mal Deutscher Meister: 1961 über 400 Meter und mit der 4-mal-100-Meter-Staffel sowie 1962, 1963 und 1964 mit der 4-mal-400-Meter-Staffel.